# أتابكشمس أولياد (جمع أبرود)
أتابكشمس أولیاد (بالفارسية: اتابک‌شمس اولیا) هي قرية تقع في إيران في قسم جمع أبرود الريفي. يقدر عدد سكانها بـ 72 نسمة .